# Le Copyright
Ne doit pas être confondu avec copyright ou Droit d'auteur.
Le Copyright (parfois écrit Copirit) est un personnage de bande dessinée de Jean-Claude Forest dont deux aventures à suivre ont été publiées dans le journal Vaillant.

## Synopsis
Le Copyright est un étrange animal vivant seul dans le désert et qui intrigue les scientifiques du monde entier. Ces derniers promettent une forte récompense à quiconque le leur ramènera. Le « Bigleux », un chasseur humain, se lance donc à sa poursuite. Doué de parole, l'animal se révèle facétieux et passe son temps à jouer des tours à son poursuivant.
Son cri est : « Varlop, varlop ! »

## Publications

### Revue
Deux récits à suivre du Copyright ont été publiés dans Vaillant.
- Le Copyright, du no 388 (19 octobre 1952) au no 396 (14 décembre 1952), 9 planches en noir et blanc.
- Les Aventures du Copirit, du no 397 (21 décembre 1952) au no 410 (22 mars 1953), 14 demi-planches en couleurs.

### Album
- Jean-Claude Forest (préf. Dominique Radrizzani), Le Copirit : 1952-1953, L'Apocalypse, 2024, 48 p. (ISBN 2367310300).

## Contexte et postérité
La même année 1952 a vu apparaître une autre créature improbable, dotée de facultés étonnantes, et que des chasseurs s'efforcent de capturer : le marsupilami, que les lecteurs du journal Spirou ont pu découvrir entre le 31 janvier et le 13 mars 1952.
Le Copyright a exercé une influence majeure sur le jeune Nikita Mandryka, qui a créé le Concombre masqué quelques années plus tard dans la même revue. Dans un article du site du9 de 2010, il déclare : « J’ai lu une bande dessinée de Forest dans Vaillant, Le Copyright, et j’ai adoré. Pourquoi ? Parce que le Copyright, c’était moi ! Un personnage seul de son espèce. Un chat, on sait ce que c’est un chat, mais lui on ne sait pas ce que c’est. C’était une sorte de lézard, une tortue sans carapace et il était tout seul, absolument seul dans son désert. »
Mandryka lie d'ailleurs la naissance de son personnage fétiche à la disparition de la série de Forest : « Et puis cette bande dessinée s’est arrêtée. Alors, tout naturellement, j’ai voulu la continuer. Je la continuais dans mes cahiers. Le Copyright, je l’appelais Prosper, ou quelque chose comme ça. Après je lui ai enlevé sa queue et il s’est mis à ressembler au futur Concombre masqué. »